# Dabou
Dabou – miasto we południowej części Wybrzeża Kości Słoniowej; w regionie Lagunes; według danych szacunkowych na rok 2010 liczy 82 021 mieszkańców.